# المتاهة (فلم مغربي)
المتاهة هو فيلم تلفزي مغربي من إخراج حميد باسكيط سنة 2005، وبطولة كل من هشام بهلول، ماجدولين الإدريسي، هشام الإبراهيمي، نعيمة إلياس، نجاة الوافي، أحمد الرداني، خاتمة العلوي، هدى صدقي، نجاة خير الله، وآخرين.

## القصة
تتلقّى «سهام» ليلة زفافها خبر وفاة والدي زوجها في حادثة سير مفجعة، الأمر الذي يضع حدا لعلاقتها بعريسها، ويدخلها في متاهة اليأس ومحاولة النسيان.